# Mecz Gwiazd PLK 2006
Mecz Gwiazd Polskiej Ligi Koszykówki 2006 – towarzyski mecz koszykówki rozegrany 5 marca 2006 roku we Włocławku. W spotkaniu wzięli udział czołowi zawodnicy najwyższej klasy rozgrywkowej w Polsce. Spotkanie gwiazd odbyło się w konwencji Północ - Południe. Przy okazji spotkania rozegrano także konkursy rzutów za 3 punkty oraz wsadów.
Na zawodników mających wziąć udział w spotkaniu oraz konkursach głosowali za pośrednictwem internetu fani.
Przed spotkaniem głównym odbył się mecz gwiazd Północ – Południe do lat 21. Lepsi okazali się zawodnicy Północy, którzy pokonali zespół Południa 86:78. Zorganizowano także konkursy wsadów oraz rzutów za 3 punkty. W pierwszym z nich najlepszy okazał się Paweł Kikowski, w drugim natomiast Tomasz Prostak.
W przerwach spotkania pojawiała się litewska grupa Euro Dance, odbył się też pokaz wsadów dunkerów z francuskiej ekipy Slam Nation, koncert zespołu Queens oraz teatr tancerzy ognia.

## Wybrani w głosowaniu
PÓŁNOC – Pierwsza piątka: Chudney Gray, Steffon Bradford (AZS Gaz Ziemny Koszalin), Jerry Johnson (Polpharma Starogard Gdański), Goran Jagodnik, Adam Wójcik (Prokom Trefl Sopot) oraz Miah Davis, Tarmo Kikerpill, Alex Dunn (Energia Czarni Słupsk), Greg Davis (Astoria Bydgoszcz), Christian Dalmau (Prokom Trefl Sopot), Blake Hamilton (Kotwica Kołobrzeg), Damien Kinloch (Polpharma Starogard Gdański)
Trenerzy: Eugeniusz Kijewski, Igor Griszczuk
POŁUDNIE – Pierwsza piątka: Dante Swanson, Michał Ignerski (Anwil Włocławek), George Reese (Stal Ostrów), Steve Thomas (Polpak Świecie), Łukasz Koszarek (Polania SPEC Warszawa) oraz Ed Scott (Anwil Włocławek), Andrzej Pluta, Radosław Hyży (BOT Turów Zgorzelec), Krzysztof Szubarga (Polpak Świecie), Eric Taylor (Polonia SPEC Warszawa), Kevin Fletcher (Śląsk Wrocław), Wojciech Żurawski (Unia Tarnów)
Trenerzy: Aleksander Krutikow, Wojciech Kamiński
W spotkaniu głównym nie wystąpił Jerry Johnson z Polpharmy Starogard Gdański, jego miejsce w składzie Północy zajął klubowy kolega - Dennis Stanton.

## Konkurs rzutów za 3 punkty
Uczestnicy konkursu: Andrzej Pluta, Christian Dalmau, Tarmo Kikerpill, Jerry Johnson. Po raz czwarty zwycięzcą został Pluta.

## Konkurs wsadów
W konkursie wsadów wzięli udział: Michał Ignerski, George Reese, Michał Krajewski, Aivaras Kiaušas. Zwycięzcą został ten ostatni, pokonując w finale Michała Ignerskiego.
Spotkanie wygrała drużyna Północy, pokonując Południe 97–84.
- MVP – Chudney Gray
- Zwycięzca konkursu wsadów – Aivaras Kiaušas
- Zwycięzca konkursu rzutów za 3 punkty – Andrzej Pluta

## Składy
Pogrubienie – oznacza zawodnika składu podstawowego
| Północ – 97      | Północ – 97       | Północ – 97                 | Północ – 97 | 84 – Południe      | 84 – Południe     | 84 – Południe            | 84 – Południe |
| Zawodnik         | Kraj              | Klub                        | Pkt         | Zawodnik           | Kraj              | Klub                     | Pkt           |
| ---------------- | ----------------- | --------------------------- | ----------- | ------------------ | ----------------- | ------------------------ | ------------- |
| Steffon Bradford | Stany Zjednoczone | AZS Gaz Ziemny Koszalin     | 18          | George Reese       | Stany Zjednoczone | Stal Ostrów Wielkopolski | 14            |
| Chudney Gray     | Stany Zjednoczone | AZS Gaz Ziemny Koszalin     | 17          | Dante Swanson      | Stany Zjednoczone | Anwil Włocławek          | 11            |
| Adam Wójcik      | Polska            | Prokom Trefl Sopot          | 16          | Steve Thomas       | Stany Zjednoczone | Polpak Świecie           | 10            |
| Christian Dalmau | Portoryko         | Prokom Trefl Sopot          | 14          | Radosław Hyży      | Polska            | BOT Turów Zgorzelec      | 10            |
| Dennis Stanton   | Stany Zjednoczone | Polpharma Starogard Gdański | 9           | Michał Ignerski    | Polska            | Anwil Włocławek          | 10            |
| Alex Dunn        | Stany Zjednoczone | Energa Czarni Słupsk        | 5           | Andrzej Pluta      | Polska            | BOT Turów Zgorzelec      | 9             |
| Damien Kinloch   | Stany Zjednoczone | Polpharma Starogard Gdański | 4           | Kevin Fletcher     | Stany Zjednoczone | Śląsk Wrocław            | 8             |
| Blake Hamilton   | Stany Zjednoczone | Kotwica Kołobrzeg           | 4           | Łukasz Koszarek    | Polska            | Polonia SPEC Warszawa    | 6             |
| Greg Davis       | Stany Zjednoczone | Astoria Bydgoszcz           | 3           | Wojciech Żurawski  | Polska            | Unia Tarnów              | 4             |
| Miah Davis       | Stany Zjednoczone | Energa Czarni Słupsk        | 3           | Eric Taylor        | Stany Zjednoczone | Polonia SPEC Warszawa    | 2             |
| Tarmo Kikerpill  | Estonia           | Energa Czarni Słupsk        | 2           | Ed Scott           | Stany Zjednoczone | Anwil Włocławek          | 0             |
| Goran Jagodnik   | Słowenia          | Prokom Trefl Sopot          | 2           | Krzysztof Szubarga | Polska            | Polpak Świecie           | 0             |

## Mecz gwiazd U–21
| Północ – 86                                                      | Północ – 86                  | 78 – Południe                                                   | 78 – Południe                  |
| Zawodnik                                                         | Klub                         | Zawodnik                                                        | Klub                           |
| ---------------------------------------------------------------- | ---------------------------- | --------------------------------------------------------------- | ------------------------------ |
| #4 Łukasz Trzeciak                                               | Prokom Trefl Sopot           | #4 Kamil Michalski                                              | Anwil Włocławek                |
| #5 Tomasz Gerwazik                                               | Pyra Poznań                  | #5 Tomasz Ochońko                                               | Polonia SPEC Warszawa          |
| #6 Jakub Bogusz                                                  | Prokom Trefl Sopot           | #6 Bartosz Diduszko                                             | CKS Czeladź                    |
| #8 Paweł Kikowski                                                | Kotwica Kołobrzeg            | #7 Bartłomiej Wołoszyn                                          | Anwil Włocławek                |
| #9 Paweł Leończyk                                                | Spójnia Stargard Szczeciński | #8 Tomasz Prostak                                               | Era Śląsk Wrocław              |
| #10 Paweł Podgalski                                              | Prokom Trefl Sopot           | #9 Michał Gabiński                                              | Anwil Włocławek                |
| #11 Krzysztof Krajeniewski                                       | Truso Elbląg                 | #10 Damian Kulig                                                | UMKS Piotrcovia Piotrków Tryb. |
| #12 Adam Waczyński                                               | Prokom Trefl Sopot           | #11 Paweł Bogdanowicz                                           | Zagłębie Sosnowiec             |
| #13 Daniel Wilkusz                                               | Prokom Trefl Sopot           | #12 Maciej Strzelecki                                           | CKS Czeladź                    |
| #14 Igor Trela                                                   | Prokom Trefl Sopot           | #13 Jan Pawlak                                                  | Polonia SPEC Warszawa          |
| #15 Adam Łapeta                                                  | Prokom Trefl Sopot           | #14 Marek Piechowicz                                            | Anwil Włocławek                |
|                                                                  |                              | #15 Tomasz Kwiatkowski                                          | Anwil Włocławek                |
|                                                                  |                              | #16 Łukasz Grzywa                                               | Era Śląsk Wrocław              |
|                                                                  |                              | #17 Jakub Wojciechowski                                         | ŁKS Łódź                       |
| Trener: Ryszard Szczechowiak Asystent trenera: Tomasz Niedbalski |                              | Trener: Tomasz Jankowski Asystent trenera: Krzysztof Szablowski |                                |